# Klisino
Klisino (niem. Gläsen) – wieś w Polsce, położona w województwie opolskim, w powiecie głubczyckim, w gminie Głubczyce, na ziemi prudnickiej.
Leży na terenie Nadleśnictwa Prudnik (obręb Prudnik).
| SIMC    | Nazwa    | Rodzaj     |
| ------- | -------- | ---------- |
| 0494278 | Klisinko | przysiółek |

## Historia
Pierwsza wzmianka o wsi pochodzi z 1245, z dokumentu księcia opolsko-raciborskiego Mieszka Otyłego. Kolejnymi właścicielami wsi byli: biskup ołomuniecki Brunon z Schauenburga, jego stolnik Herbord, a od drugiej połowy XIII wieku król czeski Przemysł Ottokar II Wielki i wchodziła w skład klucza dóbr królewskich. W XIV i XV wieku majątek Klisino przechodził w ręce kolejnych panów (m.in Larischów). Od XVI wieku właścicielem Klisina był hrabia von Cobb, a także arystokratyczna rodzina Mettichów z Prudnika. Wieś wchodziła w skład dóbr zamku w Łące Prudnickiej. W połowie XVII wieku nowymi właścicielami wsi był ród von Herberstein. W XVIII wieku dwór przejęła rodzina von Gruttschreiber. Do 1742 wieś należała do powiatu sądowego głogóweckiego w Monarchii Habsburgów. Po I wojnie śląskiej znalazła się w granicach Królestwa Prus i weszła w skład powiatu prudnickiego w prowincji Śląsk. Na początku XIX wieku właścicielem wsi został Anton Forni, a następnie nabył ją baron Alexander von Prittwitz. Do 1816 roku Klisino należało do powiatu prudnickiego. W związku z reformą administracyjną, w 1816 Klisino zostało odłączone od powiatu prudnickiego i przyłączone do głubczyckiego. 3 maja 1921, po wykonaniu akcji „Mosty” w Racławicach Śląskich rozpoczynającej III powstanie śląskie, w Klisinie skryli się prudniccy powstańcy. Ostatnim przedwojennym właścicielem wsi był Johannes von Eiche-Polwitz. W styczniu 1945 przez Klisino przeszły kolumny więźniów niemieckich obozów koncentracyjnych. W toku tzw. „marszu śmierci” wiele osób zmarło lub zostało zamordowanych przez Niemców. W czasie II wojny światowej wieś została zajęta przez Armię Czerwoną około 24 marca 1945r. (w tym dniu zajęto Głubczyce).
W latach 1945–54 wieś należała i była siedzibą gminy Klisino. W latach 1954–1959 wieś należała i była siedzibą władz gromady Klisino, po jej zniesieniu w wyniku zmiany siedziby w gromadzie Szonów. Miejscowość uzyskała tytuł Najpiękniejszej Wsi Opolskiej w konkursie Piękna Wieś Opolska 2009.

## Zabytki
Do wojewódzkiego rejestru zabytków wpisane są:
- kościół par. pw. Podwyższenia Krzyża Świętego, pochodzący z XVI wieku, pierwotnie drewniany, przebudowany na murowany w latach 1867–1869. Znajdują się w nim kamienne płyty nagrobne restauratorów kościoła (m.in. Władysława von Tschetschau-Mettich) oraz płaskorzeźba Fryderyka von Reichenbacha – koniuszego biskupów wrocławskich
- plebania, z 1855 r.
- zespół pałacowy, z poł. XVII w., XVIII/XIX w., XX w.:
  - Pałac w Klisinie
  - park angielski; z okresu panowania rodziny von Prittwitz pochodzi park położony przy pałacu oraz aleja lipowa w kierunku Pomorzowic (Pommerswitz)
- spichrz dworski, z XVIII/XIX w.
- dom nr 42 (d. 11), z XIX w., nie istnieje.

## Religia
W Klisinie znajduje się katolicki kościół Podwyższenia Krzyża Świętego, który jest siedzibą parafii Podwyższenia Krzyża Świętego (dekanat Głogówek).

## Turystyka
Oddział PTTK „Sudetów Wschodnich” w Prudniku ustanowił turystyczną Odznakę Krajoznawczą Ziemi Prudnickiej, którą zdobywa się poprzez zwiedzenie odpowiedniej liczby obiektów w miejscowościach położonych na ziemi prudnickiej, w tym w Klisinie.